# پراچان (طالقان)
پراچان روستایی از توابع بخش مرکزی شهرستان طالقان در استان البرز ایران است.

## جمعیت
این روستا در دهستان بالاطالقان قرار دارد و براساس سرشماری مرکز آمار ایران در سال ۱۳۸۵، جمعیت آن ۳۱۳ نفر (۷۹خانوار) بوده‌است.

## زبان

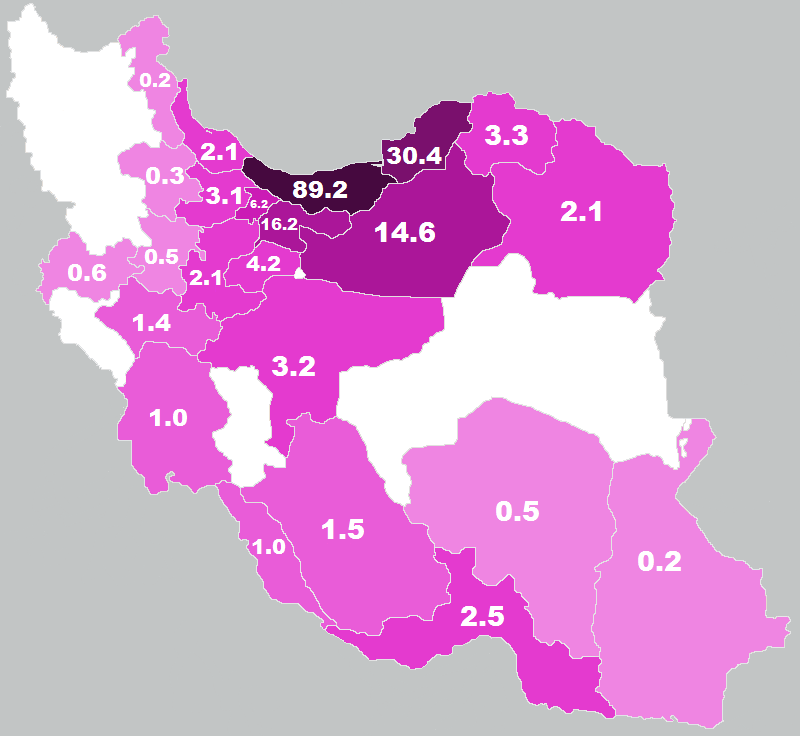
پراکندگی مردم تبری در استان های ایران

اهالی پراچان تبری هستند و به گویش طبری طالقانی زبان مازندرانی صحبت می‌کنند.